# Sculpture de Korolev et de Gagarine
La sculpture de Korolev et de Gagarine, est une sculpture en bronze dédiée à Youri Gagarine et Sergueï Korolev. Créée par le sculpteur Oleg Komov, elle est située dans la ville de Taganrog sur la rue Tchekhov devant le bâtiment A de l'Académie d'ingénierie et de technologie de l'université fédérale du Sud, en Russie.

## Composition
Gagarine, contrairement à Korolev, était de petite taille, car les premiers cosmonautes ont été sélectionnés pour ne pas dépasser un mètre soixante-cinq centimètres. Mais l'auteur, voulant souligner l'importance du premier vol spatial du monde et de l'homme qui a glorifié l'URSS pour le monde entier, a sculpté cette figure en bronze avec un Gagarine de grande taille, plus grand que Korolev,.

## Histoire
La sculpture Gagarine et Korolev, créée en 1975, a été montrée lors d'une exposition à Moscou. Après la clôture de l'exposition, la Fondation culturelle soviétique a présenté cette sculpture à la Galerie des photographies de Taganrog, où elle se trouvait dans une collection d'expositions de sculptures du parc
En 2002, quand l'université de radio a célébré son 50e anniversaire, la sculpture a été déplacée à sa place actuelle.